# Széchenyi-Heilbad

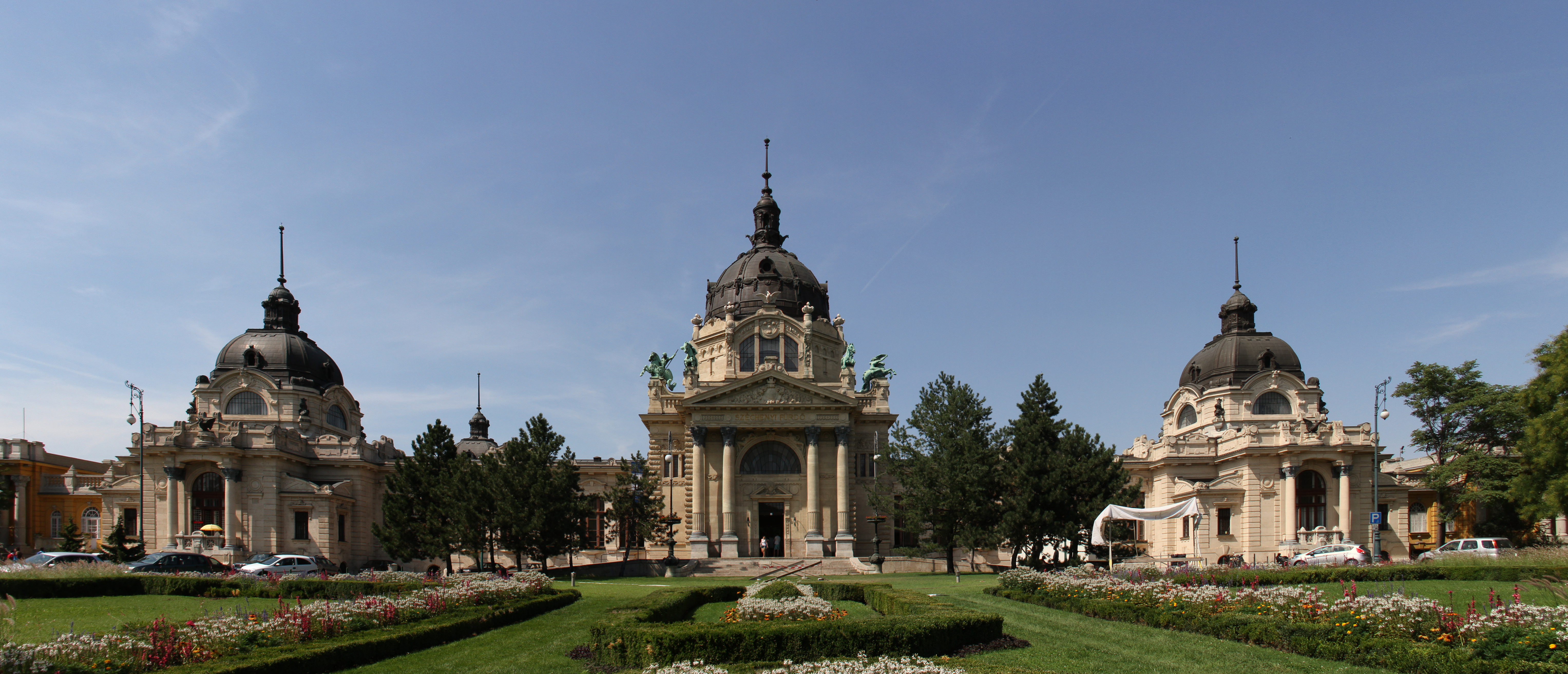
Der Haupteingang des Széchenyi-Heilbades

Das Széchenyi-Heilbad (ungarisch Széchenyi gyógyfürdő) ist ein Heilbad in der ungarischen Hauptstadt Budapest. Die Anlage steht im Stadtwäldchen. Durch seine Ausmaße ist das Bad das größte seiner Art in Europa. Es wurde nach dem Staatsmann Graf István Széchenyi benannt.

## Geschichte

### Die Anfänge des Artesischen Bades
Vilmos Zsigmondy richtete am 24. November 1866 eine Eingabe an den Stadtrat von Pest, in der er seine Überzeugung zum Ausdruck brachte, dass man „in Pest mit der größten Wahrscheinlichkeit eines Erfolgs artesische Brunnen gewinnen könnte, deren Wasser nichts anderes als Thermalwasser sein kann.“ Am 3. März 1868 wurde schließlich der Vertrag über die Arbeiten im Zusammenhang mit dem artesischen Brunnen im Stadtwäldchen unterschrieben. Schließlich begannen die Bohrungen am 15. November 1868 und endeten erst im Januar 1878 in einer Tiefe von 970,48 Metern.
Der Hauptstädtische Rat für öffentliche Arbeiten stimmte am 1. Juli 1880 der Errichtung eines Badehauses auf der Nádor-Insel zu. Bereits ein Jahr später wurde es eröffnet. Die Kosten beliefen sich auf 28.485 Forint und 57 Krajcár. Mit Inbetriebnahme der ersten Budapester U-Bahn-Linie im Jahr 1896, deren Endstation direkt beim Bad lag und auch nach diesem benannt war, verbesserte sich die Erreichbarkeit deutlich. Da die Beliebtheit des Bades nicht zuletzt dadurch immer mehr wuchs, beschäftigte man sich 1899 mit dessen Erweiterung. Ab 1904 durfte das Bad den Titel Heilbad führen. 1907 entsprach das Artesische Bad bei weitem nicht mehr den Ansprüchen und die Hauptstadt beschloss den Bau eines neuen Bades. Das Gebäude des Artesischen Bades wurde 1936 abgerissen.

### Neubau und Erweiterungen

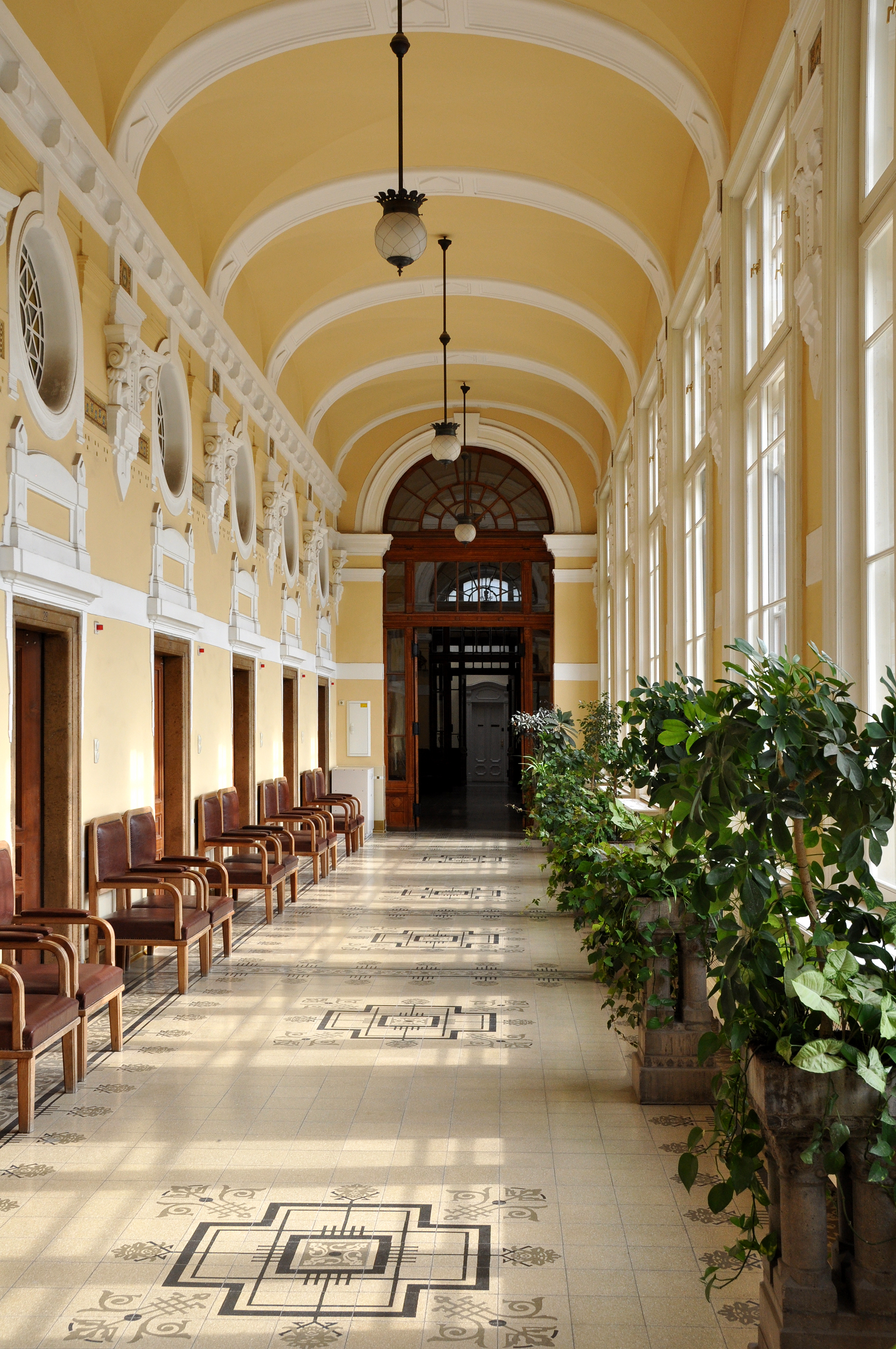
Korridor im Hauptgebäude

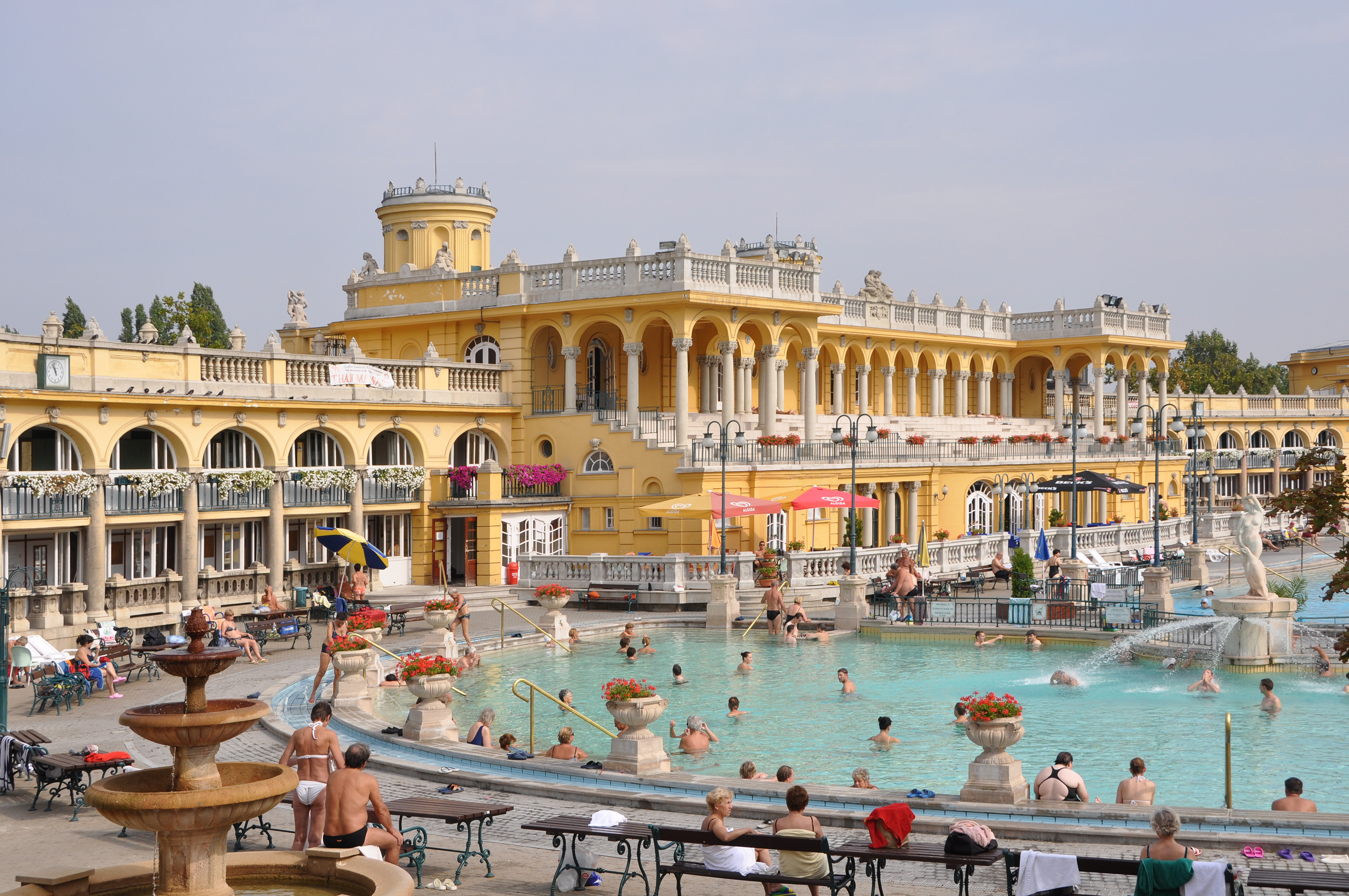
Freibad und Terrasse

Für die Errichtung des neuen Bades wurden Kosten von 3.835.100 Kronen veranschlagt. Die Bauarbeiten begannen am 7. Mai 1909 und dauerten bis zum 16. Juni 1913. Das Gebäude wurde in fünf Bäder unterteilt:
- Privatbäder
- Dampfbäder für Männer
- Dampfbäder für Frauen
- Volksbad für Männer
- Volksbad für Frauen

Vom Haupteingang im Hauptgebäude gelangt man über ein Vestibül in die Kuppelhalle, welche als Knotenpunkt des Verkehrs im Gebäude konzipiert wurde. Sie ist als Repräsentationsraum am schmuckvollsten ausgestaltet worden. Die gesamte bebaute Fläche inklusive des Heiz- und Maschinenhauses betrug 75.294,34 Quadratmeter.
Die Tiefe des artesischen Brunnens liegt bei 960 Metern. 760 Kubikmeter des 73 °C heißen Heilwassers sprudeln stündlich aus dem Brunnen. Das Bad verbrauchte davon circa 475 Kubikmeter. Während im alten Artesischen Bad nur 45 Badegäste empfangen werden konnten, fasste das Széchenyibad nun 421 Badegäste gleichzeitig.
Da der Badebetrieb Verluste verursachte, dachte man ab 1924 über eine Erweiterung des Széchenyibades nach. Es sollte zwischen dem bestehenden Gebäude und der Straße zum Zoologischen Garten auf einer Fläche von 11.000 Quadratmetern ein Schwimmbad im Freien entstehen. Des Weiteren sollte sich an das Schwimmbad die Erweiterung der Volksbäder anschließen. Das neue Freibad wurde am 19. August 1927 eröffnet. Die Wasserfläche der drei großen Becken beträgt 2.040 Quadratmeter. Dieses Freibad fasste nun 3.400 Badegäste zusätzlich.
Im Jahr 1935 bestand das Heilbad aus folgenden Teilen:
- Thermalbad für Männer – 4 Becken, 151 Umkleidekabinen
- Thermalbad für Frauen – 4 Becken, 93 Umkleidekabinen
- 14 thermale Salonbäder
- 34 thermale Wannenbäder, zum Teil für Schlamm-, Heißluft-, Kohlensäure- und Elektrobad und Wasserheilbehandlung eingerichtet
- Maschinen-Therapie (Zandr)
- Thermales Volksbad für Männer – 3 Becken, 300 Umkleideschränke
- Thermales Volksbad für Frauen – 3 Becken, 300 Umkleideschränke
- Freibad – 3 Becken, 59 Kabinen, 1376 Umkleideschränke

Durch den Erweiterungsbau wurden jedoch die Probleme der Wirtschaftlichkeit des Bades nicht gelöst. Kosten für die Wassererwärmung belasteten das Budget mit 45.000 bis 46.000 Pengő im Jahre 1935. Schließlich wurde von Seiten der Stadt die Bohrung eines zweiten artesischen Brunnens genehmigt, welche am 16. März 1938 in einer Tiefe von 1.256 Metern zum Erfolg führten. Der neue Sankt-Stephan-Brunnen ergab täglich 6.000 Kubikmeter 77 °C heißen Wassers. Das war mehr Wasser als ursprünglich veranschlagt, und so wurde 1939 die alte Heizanlage des Badegebäudes auf Betrieb mit Thermalwasser umgebaut.

### Neubeginn 1945
Das Széchenyibad war durch den Krieg nur zu 20 Prozent beschädigt worden; der Sankt-Stephan-Brunnen war sogar völlig intakt geblieben. Nachdem am 23. Januar 1945 die Trümmerberäumung begonnen hatte, konnten das Freibad bereits am 20. Mai wieder eröffnet sowie bis Ende Juli auch das Thermalbad für Männer und die beiden Volksbäder in Betrieb gesetzt werden. Im Jahr 1949 wurde im linken Flügel des Bades eine Schlammabteilung eingerichtet, und 1952 kamen die Elektrotherapie sowie ein Solebad hinzu. Seit dem 26. November 1963 hat das Freibad ganzjährig geöffnet. Der Zustand des Bades verschlechterte sich jedoch in der zweiten Hälfte des 20. Jahrhunderts merklich. Im Jahr 1998 begann man daher mit einer grundlegenden Renovierung.

## Ausstattung des Bades

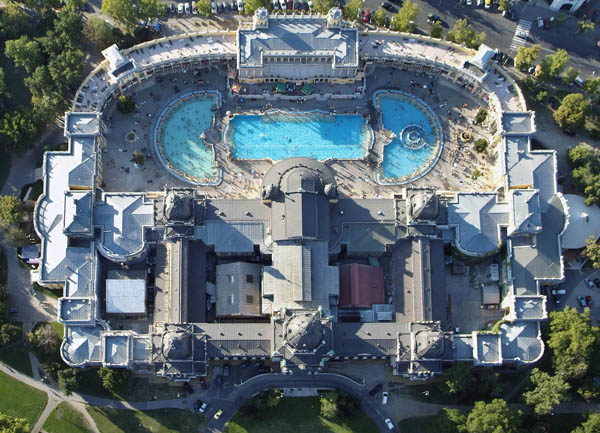
Luftbild des Széchenyibades

Das Bauwerk besteht heute aus drei Teilen
- Heilbad
- Schwimmbad
- Tagesklinik

Der Haupteingang befindet sich an der Kós Károly sétany und ist mit Säulen und Tympanon verziert. Er liegt in der Hauptachse des von fünf Kuppeln begrenzen Czigler-Flügels. Der von Säulen flankierte Haupteingang des Schwimmbades liegt gegenüber an der Állatkerti körút. Er führt in ein neubarockes Vestibül, in dem sich zu beiden Seiten die Kassenräume befinden. Die Tagesklinik erreicht man von Nordosten. Der Eingang im Südwesten führt zu den Dampfbädern.